# 岡田日郎
岡田 日郎（おかだ にちお、本名：岡田 晃（おかだ ひかる）、1932年〈昭和7年〉11月3日 - 2022年〈令和4年〉1月2日）は、日本の俳人。

## 生涯
東京都出身。学習院大学文学部卒。福田蓼汀の「山火」に投句、1951年（昭和26年）より「山火」の編集を担当。
1955年「山火」の同人となり、1961年に山火賞を受賞。
蓼汀の没後、1990年より「山火」主宰を継承。1993年『連嶺』で第32回俳人協会賞。2014年から俳人協会顧問を務めた。
山岳俳句を多く詠み、「山の俳句歳時記」、句集「水晶」、エッセー集「雲表のわが山々」などの著書がある。
2022年（令和4年）1月2日午後3時25分、誤嚥性肺炎のため埼玉県さいたま市内の病院で死去。89歳没。

## 著書
- 『山の俳句歳時記』編 (現代教養文庫) 社会思想社, 1975　新訂 梅里書房, 1998.11
- 『紅玉 句集』 (現代俳句選集 牧羊社, 1978.6
- 『岡田日郎集』 (自註現代俳句シリーズ・Ⅱ期 俳人協会, 1978.9
- 『食の俳句歳時記』編. 文元社, 1984.11 新訂 梅里書房, 1993.3
- 『雲表のわが山々』東京新聞出版局, 1987.6
- 『福田蓼汀の世界』編著 (昭和俳句文学アルバム 梅里書房, 1989.6
- 『徹底写生への道 俳句本論』梅里書房, 1990.10
- 『山景 句集』角川書店, 1990.5
- 『秀句三五〇選 29　山』編著）蝸牛社, 1991.12
- 『前田普羅』編著 (蝸牛俳句文庫 蝸牛社, 1992.11
- 『連嶺 句集』(現代俳句叢書 角川書店, 1992.2
- 『四季折々の山』東京新聞出版局, 1993.11
- 『岡田日郎集・続篇』 (自註現代俳句シリーズ 俳人協会, 1993.12
- 『芝不器男研究』編著. 梅里書房, 1997.1
- 『俳句で歩く百名山』 (孔雀ブックス) 主婦と生活社, 1997.10
- 『山の四季 (俳句・俳景 蝸牛社, 1997.4
- 『山と俳句の五十年』梅里書房, 2000.11
- 『山 自疏句集』梅里書房, 2005.1
- 『瑞雲 句集』梅里書房, 2007.2
- 『俳句日本百景・百名山』梅里書房, 2009.1
- 『新雪 句集』梅里書房, 2010.7
- 『巍々 句集』梅里書房, 2013.5
- 『山域別岡田日郎全句集』梅里書房, 2014.11